# Reservas de petróleo en Irak

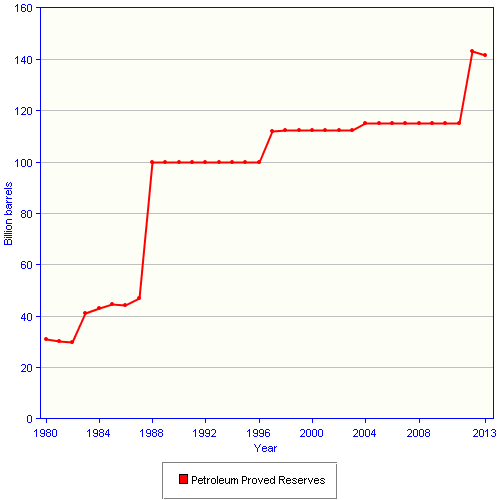
Reservas de petróleo probadas en Irak (EE. UU. EIA)

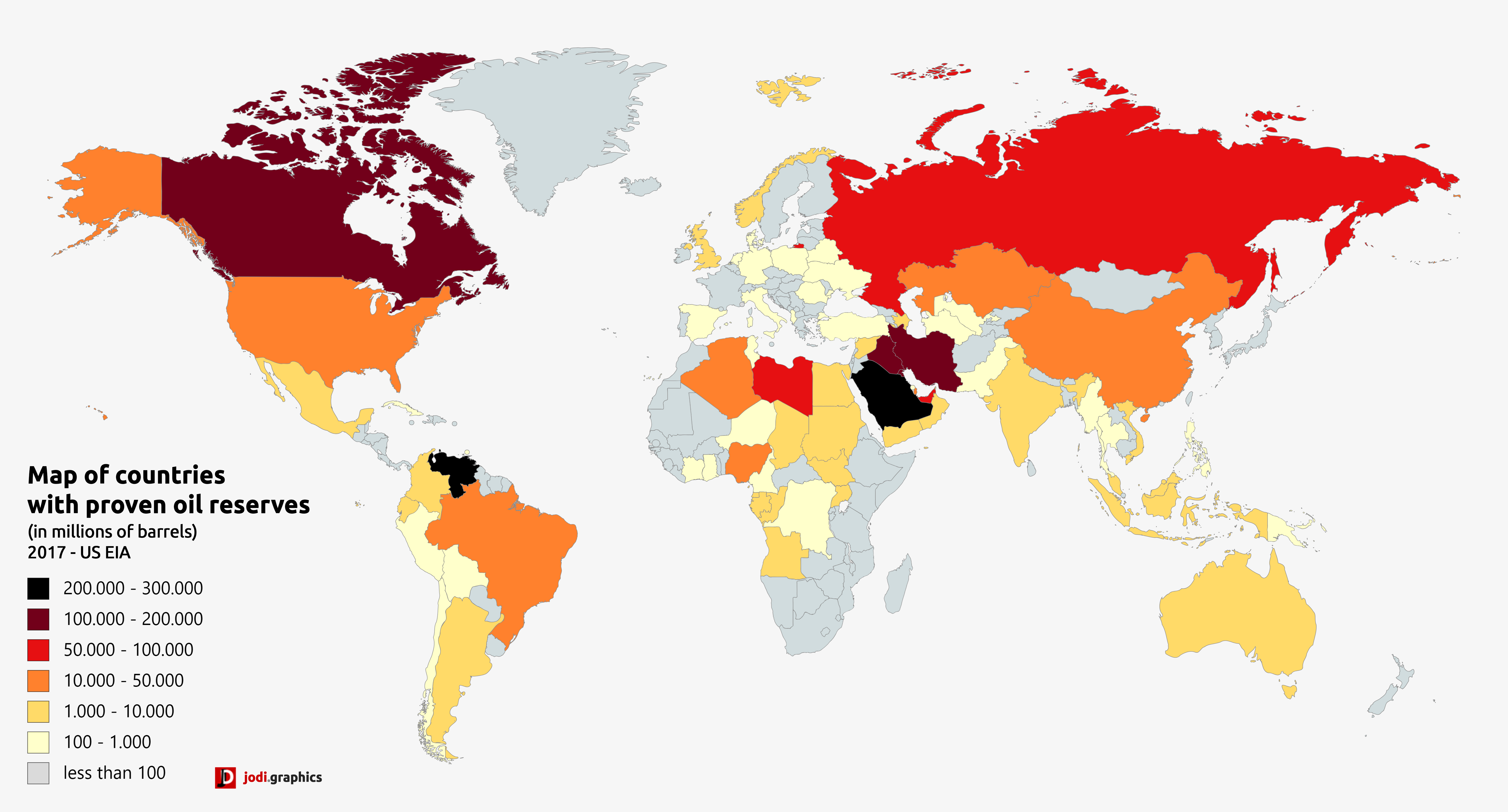
Un mapa de reservas de petróleo mundiales según EE. UU. EIA, 2017

Las reservas de petróleo de Iraq son consideradas como las quintas reservas probadas más grandes del mundo, con 140 mil millones de barriles. Las fuentes para este petróleo están localizadas en las zonas de mayoría musulmana chiita y las áreas dominadas por árabes musulmanes suníes por otro lado, son relativamente escasas. 
Como resultado de la ocupación militar y los disturbios civiles, las estadísticas oficiales no se han revisado desde 2001 y se basan principalmente en datos sísmicos 2D de hace tres décadas. Los geólogos y consultores internacionales han estimado que el territorio inexplorado puede contener reservas mucho más grandes. La mayoría de las reservas probadas de petróleo de Irak proviene de las siguientes ciudades: Basora (Siendo el primero), Bagdad (Siendo el segundo), Ramadi (Siendo el tercero), y finalmente, Ba'aj (Siendo la última ciudad rica en petróleo). 
Una medida de la incertidumbre sobre las reservas de petróleo de Irak se indica mediante estimaciones muy diferentes. El Departamento de Energía de los Estados Unidos (DOE) estimó en 2003 que Irak tenía 112 mil millones de barriles. El Servicio Geológico de los Estados Unidos (USGS) en 1995 estimó que las reservas probadas eran de 78 mil millones de barriles (12.4 x 109 m³. El viceministro de petróleo de Irak antes de la guerra dijo que las reservas potenciales podrían ser de 300 mil millones de barriles (48 x 109 m³.La fuente de la incertidumbre es que, debido a décadas de guerra y disturbios, muchos de los pozos petroleros de Irak están deteriorados y sin mantenimiento. Las reparaciones a los pozos e instalaciones petroleras deberían hacer que haya mucho más petróleo disponible económicamente de los mismos depósitos. Irak puede demostrar contener los depósitos de petróleo extraíbles más grandes en todo el Medio Oriente una vez que estas mejoras de mejoras e instalaciones hayan avanzado. 
Después de más de una década de sanciones y dos guerras del Golfo, la infraestructura petrolera de Irak necesita modernización e inversión. A pesar de un gran esfuerzo de reconstrucción, la industria petrolera iraquí no ha podido cumplir con los objetivos de producción y exportación de hidrocarburos. El Banco Mundial estima que sería necesario invertir $ 1 mil millones adicionales por año solo para mantener la producción actual. Los costos de reconstrucción a largo plazo de Irak podrían alcanzar los $ 100 mil millones o más, de los cuales más de un tercio se destinará a los sectores de petróleo, gas y electricidad. Otro desafío para el desarrollo del sector petrolero en Irak es que los recursos no se dividen de manera uniforme entre líneas sectarias. Los recursos más conocidos se encuentran en las áreas chiitas del sur y en las áreas kurdas del norte, con pocos recursos en control de la población sunita en el centro. 
En 2006, la producción de petróleo de Irak promedió 2,0 millones de barriles por día (320 x 103 m³/d), por debajo de alrededor de 2.6 millones de barriles de petróleo por día (410 x 103 m³/d) de producción antes de la invasión de la coalición en 2003. La relación de reserva a producción de Irak es de 158 años. Después del final de la invasión, la producción aumentó a un alto nivel, a pesar de que existe una invasión del llamado ISIS, la producción en marzo de 2016 fue de 4,55 millones de barriles por día. Lo que parece convertirse en un nuevo año pico para Irak si la OPEP habla de congelar o reducir la producción realizada en abril de 2016 no conducirá a una reducción. El viejo pico fue 1979 con 171,6 millones de toneladas de petróleo en comparación con 136,9 millones de toneladas producidas en 2011 y 152,4 millones de toneladas en 2012.

## Contratos de extracción de petróleo adjudicados

### 2009
El 30 de junio y el 11 de diciembre de 2009, el Ministerio de Petróleo de Irak adjudicó contratos a compañías petroleras internacionales para algunos de los muchos campos petroleros de Irak. Las compañías petroleras ganadoras entraron en empresas conjuntas con el Ministerio de Petróleo iraquí, y los términos de los contratos adjudicados incluyen la extracción de petróleo por una ganancia fija de $ 1,40 por barril para las compañías petroleras y el resto irá a Irak. Las tarifas solo se pagarán una vez que se alcance un umbral de producción establecido por el ministerio de petróleo iraquí. 
Los campos petrolíferos contratados incluyen el campo "súper gigante" Majnoon, el campo Halfaya, el campo West Qurna y el campo Rumaila . El campo del este de Bagdad, situado en parte bajo la ciudad de Sadr, no recibió ninguna oferta y el ministerio petrolero iraquí está considerando trabajar el campo en sí. El ministro de petróleo, Hussein al-Shahristani, dijo a la televisión pública iraquí que el aumento de la producción de petróleo "financiaría proyectos de infraestructura en todo Iraq: escuelas, carreteras, aeropuertos, viviendas, hospitales".